# Diminovula
Diminovula là một chi ốc biển, là động vật thân mềm chân bụng sống ở biển thuộc họ Ovulidae.

## Các loài
Các loài thuộc chi Diminovula bao gồm:
- Diminovula aboriginea (Cate, 1973)[2]
- Diminovula alabaster (Reeve, 1865)[3]
- Diminovula anulata Fehse, 2001[4]: đồng nghĩa của Margovula anulata (Fehse, 2001)
- Diminovula aurantiomacula Cate & Azuma in Cate, 1973[5]
- Diminovula caledonica (Crosse, 1872)[6]
- Diminovula concinna (G.B. Sowerby II in A. Adams & Reeve, 1848)[7]
- Diminovula coroniola (Cate, 1973)[8]
- Diminovula culmen (Cate, 1973)[9]
- Diminovula dautzenbergi (F.A. Schilder, 1931)[10]
- Diminovula fainzilberi Fehse, 2009[11]
- Diminovula incisa Azuma & Cate, 1971[12]
- Diminovula kosugei (Cate, 1973)[13]
- Diminovula margarita (G.B. Sowerby I, 1828)[14]
- Diminovula mozambiquensis Fehse, 2001[15]
- Diminovula nielseni Cate, 1976[16]
- Diminovula rosadoi Lorenz & Fehse, 2009[17]
- Diminovula stigma (Cate, 1978)[18]
- Diminovula whitworthi Cate, 1973[19]